# Colymbetes tschitscherini
Colymbetes tschitscherini là một loài bọ cánh cứng trong họ Bọ nước. Loài này được Jakovlev miêu tả khoa học năm 1896.